# 下福尼 (加利福尼亞州)
下福尼（英語：Lower Forni）是位於美國加利福尼亞州埃爾多拉多縣的一個非建制地區。該地的面積和人口皆未知。

## 地理
下福尼的座標為38°48′11″N 120°13′45″W / 38.80306°N 120.22917°W，而該地的平均海拔高度為2112米（即6929英尺）。